# Dahúk
Dahúk (kurdsky دهۆک, arabsky دهوك) je sídlo v Kurdistánu, oblasti v Iráku, se statutem města. Žije zde 340 871 lidí (statistika aktuální k roku 2018). Jde o hlavní město guvernorátu Dahúk.

## Obyvatelstvo
V městě žijí různé etnické skupiny, např. Kurdové, Asyřané, Jezídové a Arabové. Město hostí také syrské uprchlíky (údajně okolo 131 000 osob).

## Jméno
Jméno pochází z kurdských slov du (dva) a hok (hromada).
Název města má odkazovat na daň dvou hrud z koše každé projíždějící karavany.

## Dějiny
V roce 2020 byla poblíž města nalezena tabulka s řeckým nápisem. Tabulka pocházela z roku 165 př. n. l., tehdy byl vládcem regionu Démétrios I. Sótér.
Sedm kilometrů od Dahúku je jeskyně Halamata s asyrskými reliéfními rytinami.
Město bylo původně obydleno Asyřany a nazývalo se Nuhadra.

### Osmané
V roce 1820 byl údajně Dahúk malé město s asi 300 domy sloužící jako středisko pro kmen Doskiů s asi osmdesáti vesnicemi v okolí.
Misionář Henry Aaron Stern navštívil město v roce 1851. V městě byla židovská komunita. Starostou byl Asyřan, katolík z Chaldejské církve.
V roce 1929 žilo v městě asi 3500 obyvatel, převážně Kurdů. V městě bylo 550 domácností, z toho 65 asyrských a 30 židovských.

### Moderní doba
V roce 1992 byla v městě založena Univerzita Dahúk.

## Podnebí
Podle Köppenovy klasifikace podnebí má Dahúk horké letní středomořské klima s parným létem. V oblasti téměř neprší, zimy jsou chladné. Většina srážek padá na přelomu zimy a jara.

## Doprava
Ve městě se nachází Mezinárodní letiště Dahúk.

## Sport
V městě sídlí Dahúk SC, v přízemí klubu je Duhok Stadion s kapacitou 22 800 míst.